# Sonata Arctica
Sonata Arctica és un grup de power metal lapona provinent de la ciutat de Kemi formada l'any 1996 sota el nom Tricky Beans, que després canvià a Tricky Means, i finalment a Sonata Arctica, en el 1999.
Sonata Arctica ha rebut la influència de bandes com Stratovarius, entre d'altres.

## Membres

### Actuals
- Tony Kakko  - Vocalista
- Elias Viljanen  - Guitarrista
- Pasi Kauppinen  - Baixista
- Henrik Klingenberg  - Teclats
- Tommy Portimo  - Bateria

### Ex membres
- Marko Paasikoski  - Baixista fins a 2013
- Jani Liimatainen  - Guitarrista fins a 2007
- Mikko Härkin  - Teclats fins a 2002
- Janne Kivilahti  - Baixista fins a 2000

## Discografia

### Àlbums
- Ecliptica (1999)
- Silence (2001)
- Songs of Silence (2002) (Directe a Tokyo)
- Winterheart's Guild (2003)
- Reckoning Night (2004)
- The End of this Chapter (2005) (Compilació)
- For the Sake of Revenge (2006) (Directe a Tokyo)
- The Collection (2006) (Compilació)
- Unia (2007)
- Ecliptica Re-issue (2008) (Reedició)
- Silence Re-issue (2008) (Reedició)
- The Days of Grays (2009)
- Stones Grow Her Name (2012)
- Pariah's Child (2014)
- Ecliptica Revisted (2014) (Reedició)
- The Ninth Hour (2016)
- Talviyö (2019)
- Acoustic Adventures – Volume One (2022)
- Acoustic Adventures – Volume Two (2022)
- Clear Cold Beyond (2024)

### DVD's
- For the Sake of Revenge (2006)
- Live in Finland (2011)

### Singles
- Unopened (1999)
- Wolf & Raven (2001)
- Last Drop Falls (2001)
- Victoria's Secret (2003)
- Broken (2003)
- Don't Say a Word (2004)
- Shamandalie (2004)
- Replica 2006 (2006)
- Paid in Full (2007)
- The Last Amazing Grays (2009)
- I Have a Right (2012)
- Shitload of Money (2012)
- The Wolves Die Young (2014)
- Cloud Factory (2014)
- Love (2014)
- Kingdom for a Heart (2014)
- Christmas Spirit (2015)
- Closer to an Animal (2016)
- Life (2016)
- A Little Less Understanding (2019)
- Cold (2019)
- The Rest Of The Sun Belongs To Me (2021)

## Concerts a Catalunya
- Barcelona, 17 de novembre de 2007 a la sala Razzmatazz I.
- Barcelona, 11 de març de 2011 a la Sala Apolo.
- Barcelona, 17 de novembre de 2012 a la sala Razzmatazz.
- Barcelona, 4 de març de 2017 a la sala Bikini.